# Климент (Шивачев)

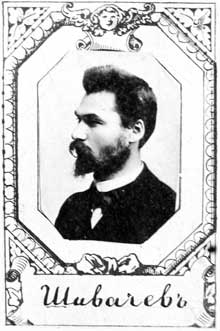

Митрополит Климент (в миру Григорий Иванов Шивачев; 6 декабря 1873, деревня Бабек — 3 мая 1930, Враца) — епископ Болгарской православной церкви, митрополит Врачанский, наместник-председатель Священного Синода Болгарской православной церкви.

## Биография
Родился 6 декабря 1873 года в небольшой деревушке Бабек (ныне община Брезово, Пловдивская область). Согласно церковной метрики церкви села Бабек, он родился 8 декабря 1873 года. В крещении получил имя в честь святителя Григория Богослова. Григорий Шивачев был потомком известного сопотского рода, скорее всего переселившегося из Западной Македонии в XVII веке. Был третьим из шести детей.
Первоначальное образование завершил при в Бабеке. Затем Григорий Шивачев продолжает своё образование в Самоковском богословском училище, которое окончил с отличием и, получив стипендию Министерства народного просвещения отправился учиться в Киевской духовной академии, которую окончил в 1898 году с учёной степенью кандидат богословия.
Назначен учителем-воспитателем в Самоковское богословское училище. Преподавал гомилетику и церковное проповедничество. Здесь стал примером високонравственной, христианской жизни и ученики его навсегда запомнить мудрым наставником.
В 1900 году Григорий Шивачев, решивший посвятить себя полностью служению Богу, принимает монашеское пострижение с именем Климент в честь святителя Климента Охридского и сразу же был рукоположен митрополита Самоковским Досифем, наместником-председателем Священного Синода, в сан иеродиакона.
В 1902 году был рукоположён в сан иеромонаха там же архиереем.
В 1903 году Самоковское духовное училище было перемещено в Софию и получило статус духовной семинарии.
В 1904 году по решению Священного Синода иеромонах Климент был удостоен сана архимандрита и назначен ректором Софийской духовной семинарии. В течение двух лет своего ректорства он проявил себя как отличный руководитель и педагог. Он ставит на прочную основу образовательное дело вверенной ему духовной школы; главной его заботой было развитие церковного духа в учащихся для того, чтобы обогатить церковь образованными и преданными ей клириками.
Его административные способности привлекли к нему внимание, и в 1905 году архимандрит Климент был назначен протосингелом Священного Синода.
Становилось ясно, что он уже достаточно подготовлен для того, чтобы выполнять более трудное служение, и с достоинством принять архиерейский жезл. В 1909 году по предложению Экзарха Иосифа архимандрит Климент был избран на архиерейское служение.
8 марта 1909 года в болгарской церкви Святого Стефана в Константинополе архимандрит Климент был хиротонисан в викарного епископа Браницкого. Хиротонию совершили митрополитит Пелагонийский Авксентий (Големинов), митрополит Неврокопский Иларион (Станев) и митрополит Дебырский Косьма Пречистанский.
Экзарх Болгарский Иосиф, уделявший особое внимание Ловчанской епархии, вёл борьбу за её сохранение, так как она в тот момент, после смерти правящего епископа, находилась под угрозой быть ликвидированной. Ему нужен был надёжный человек, и поэтому в 1909 году он выбирает епископа Браницкого Климента управляющем епархией.
С 1909 по 1914 году епископ Климент управлял Ловчанской епархией, как хороший администратор и добный архипастырь. С его приветливостью и тактом, он вскоре завоевал доверие паствы.
В 1913 году умер митрополит Врачанский Константин. После его смерти 19 января 1914 году епископ Климент был избран епархиальными делегатами митрополитом Врачанским, а 9 марта 1914 году выбор канонически утверждён Священным Синодом.
После смерти Члена Священного Синода митрополита Тырновского Анфима, 3 июня 1914 года митрополит Климент, как опытный церковный строитель, был избран членом Священного Синода. Он работает с исключительной энергией чтобы восстановить Болгарской православной церкви то общественное влияние, которое она имела до освобождения Болгарии.
Часто объезжал свою епархию, много проповедовал. Хотел сам всё увидеть, всё изучить, тщательно обсудить, много раз до полуночи работал, наклонясь над столом.
На примере своего небесного покровителя Климента Охридского, он не ограничивается только епархмальным служением, но и продолжал свою литературную деятельность. Преподавая гомилетику в Самоковском богословском училище, митрополит Климент написал сборник проповедей, которые служат образцом не только для священников из Врачанской епархии, но и всей страны. Для всех в епархии он был доступен. В его лице клир и паства видели не столько начальника, сколько духовного отца, опекуна, покровителя и защитника.
К своим знаниям он добавляет ещё и юриспруденцию, которую освоил самоучкой, что было нужно ему для работы в Священном Синоде. При разработке нового устав экзархата, он возглавил комиссию по церковному правосудию.
28 марта 1928 году из-за старческой немощи митрополит Пловдивский Максим ушёл в отставку с поста наместника-председателя Священного Синода и самый на высокий пост в Болгарской православной церкви был избран митрополита Врачанский Климент. У Митрополита Климента было достаточно опыта и мудрости, со своим кротким характером и христианским терпением создавало мягкую и добрую атмосферу в высшей церковной власти. Это устройство обстоятельство способствует решению не только крупных церковных, духовно-судебных, монастырско-хозяйственных и финансовых вопросов, но и таких, которые связаны по закону с государственным фактором и министерствами.
Организовал деятельность Болгарской православной церкви по помощи жителям Южной Болгарии, пострадавшей от землетрясения в апреле 1928 года.
Ещё во время весенней сессии Священного Синода 1930 года митрополит Климент заболел гриппом, но принимал участие во всех заседаниях и 12 апреля посетил престольный праздник в городе Враца. Несмотря на рекомендации врачей, желая исполнить до конца свой архипастырский долг, он служит божественную литургию на вербное воскресенье, но простудился ещё больше и заболел от бронхитом и плевритом. После этого его здоровье несколько улучшается, и он продолжает работать, но 2 мая 1930 года его состояние сильно ухудшается. Не теряя сознание и без физической боли он провёл свои последние часы с ближайшими родственниками.
3 мая 1930 года в 10 часов во всех столичных церквах состоялся молебен о здоравии больного. По поручению Священного Синода молебен ситали и во всех старопигальных монастырях, духовных семинариях и Черепишкой духовной школы. Но болезнь прогрессировала, и 3 мая 1930 года в 18 часов митрополита Климента скончался. Его последними словами были: «Я иду к Богу!» (болг. Отивам при Бога!).